# Geamia Amzacea
Geamia Amzacea a fost construită în 1850-1858, situată în localitatea Amzacea, Constanța.
Este înscrisă în Lista monumentelor istorice din județul Constanța cu Cod LMI CT-II-m-B-02864.

## Construcția
Geamia a fost renovata în anul 2004 la inițiativa comunității musulmane. Comunitatea Amzacea mai are în proprietate încă o geamie construită în anul 1890, suprafața este de 1875mp, iar geamia de 51mp.